# Turistická značená trasa 3956
 Turistická značená trasa 3956 je 3,5 km dlouhá zeleně značená trasa Klubu českých turistů v okrese Česká Lípa spojující Okna s Bezdězem. Její převažující směr je severovýchodní.

## Průběh trasy
Turistická trasa má svůj počátek u nádraží v Oknech společně se žlutě značenou trasou 6977 vedoucí k Bělé pod Bezdězem. Trasy vedou v souběhu do chatové osady jihovýchodně od obce, odtud 3956 nabírá severovýchodní směr a po Okenské cestě vede lesem k silnici I/38. Přibližně ve dvou třetinách vzdálenosti cestu na čas opouští a zachází si jižněji k malému skalnímu městu u Židovského vrchu. Po překonání silnice I/38 stoupá nadále po lesní cestě severovýchodním směrem. Asi 0,5 km před obcí Bezděz vstupuje do souběhu s červeně značenou Máchovou cestou přicházející od Kokořína. Společně vedou do centra Bezdězu, kde trasa 3956 končí. Máchova cesta odtud pokračuje k Máchovu jezeru, zároveň je zde výchozí rovněž červeně značená trasa 0052 vedoucí k Mladé Boleslavi a průchozí modře značená trasa přicházející sem jako 1065 od Mladé Boleslavi a pokračující jako 1682 do České Lípy. Lze odsud pokračovat i na hrad Bezděz.

## Historie
Trasa dříve spojovala Staré Splavy s Bezdězem pod číslem 3955. Po přeznačení vede trasa 3955 ze Starých Splavů pod hrad Housku, úsek Ždírec - Okna zcela zanikl a závěrečný úsek dnes existuje jako trasa 3956. Na titulní fotografii je zachycen rozcestník v Bezdězu s ukazatelem ještě do Starých Splavů.

## Turistické zajímavosti na trase
- Studánka u chatové osady v Oknech
- Skalní město u Židovského vrchu